# Cantó de Brécey
El cantó de Brécey és un cantó francès del departament de la Manche, situat al districte d'Avranches. Té 15 municipis i el cap es Brécey.

## Municipis
- Braffais
- Brécey
- La Chaise-Baudouin
- La Chapelle-Urée
- Les Cresnays
- Cuves
- Le Grand-Celland
- Les Loges-sur-Brécey
- Notre-Dame-de-Livoye
- Le Petit-Celland
- Saint-Georges-de-Livoye
- Saint-Jean-du-Corail-des-Bois
- Saint-Nicolas-des-Bois
- Tirepied
- Vernix

## Història
| Data d'elecció                           | Identitat       | Partit                     | Qualitat |
| ---------------------------------------- | --------------- | -------------------------- | -------- |
| 1945-1967                                | Louis Heurtault | MRP, després independent   |          |
| 1967-1998                                | Pierre Aguiton  | RI, després UDF            |          |
| 1998-                                    | Bernard Tréhet  | UDF, després Divers droite |          |
| les dades anteriors no són pas conegudes |                 |                            |          |
|                                          |                 |                            |          |

## Demografia
| A partir de 1990: Població sense dobles comptes |